# Kenesaw Mountain Landis
Kenesaw Mountain Landis (Millville, 20 novembre 1866 – Chicago, 25 novembre 1944) è stato un giudice e dirigente sportivo statunitense, introdotto nella National Baseball Hall of Fame nel 1944.

## Biografia
Landis fu un giurista che servì come giudice federale dal 1905 al 1922 e il primo Commissioner della Major League Baseball dal 1920 alla sua morte. È ricordato per avere gestito lo Scandalo dei Black Sox, in cui espulse a vita otto giocatori dei Chicago White Sox per avere perso volontariamente le World Series 1919 e che respinse sempre tutte le richieste annullare la squalifica. Le sue azioni ferme e il pugno duro con cui amministrò il baseball nel quarto di secolo di sua gestione sono generalmente accreditate per avere ristabilito la fiducia del pubblico nei confronti del gioco.
Landis nacque a Millville, Ohio, nel 1866. Il suo nome è una variazione della Battaglia di Kennesaw Mountain nella Guerra civile americana, in cui suo padre fu ferito nel 1864. Landis trascorse la maggior parte della gioventù in Indiana; lasciò la scuola a 15 anni e svolse diversi lavori in quello stato. Nel 1921 fece domanda per diventare avvocato dato che all'epoca in Indiana non vi erano requisiti accademici. Dopo un anno di pratica poco proficua, si iscrisse alla scuola di legge. Dopo la laurea aprì un ufficio a Chicago ma lo lasciò quando Walter Q. Gresham, il nuovo segretario di stato,  lo nominò suo segretario personale nel 1893. Dopo la morte di Gresham nel 1895, Landis rifiutò l'offerta di un'ambasciata, facendo ritorno a Chicago per praticare come avvocato e sposarsi.
Il presidente Theodore Roosevelt nominò Landis come giudice del distretto del nord dell'Illinois nel 1905. Landis salì alla ribalta nazionale quando nel 1907 multò la Standard Oil of Indiana per più di 29 milioni di dollari. Anche se la sentenza di Landis fu ridotta in appello, si fece la fama di giudice determinato a non lasciarsi intimidire dalle grandi aziende. Durante la prima guerra mondiale, Landis presiedette diversi processi di alto profilo contro renitenti alla leva e oppositori della guerra. A coloro che vennero giudicati colpevoli impose sentenze pesanti. Alcune di essere vennero ribaltate in appello e altre furono commutate.
Nel 1920, il giudice Landis fu il candidato principale dei proprietari dell'American League e della National League, imbarazzati dallo Scandalo dei Black Sox e da altri scandali di scommesse, alla ricerca di qualcuno che governasse il mondo del baseball. A Landis furono dati pieni poteri ad agire nell'interesse dello sport, poteri che usò ampiamente nel successivo quarto di secolo. Landis fu acclamato per avere ripulito il gioco, anche se alcune sue decisioni nello Scandalo dei Black Sox rimangono controverse: i sostenitori di "Shoeless Joe" Jackson e Buck Weaver affermano che esagerò nelle pene comminate a questi giocatori. Altri incolpano Landis per avere ritardato l'integrazione razziale nel baseball.